# 寺村浩平
寺村 浩平（てらむら こうへい、2000年9月20日 - ）は、大阪府出身の元サッカー選手。ポジションはミッドフィールダー(MF)。

## 来歴
履正社高校から2019年に当時東北社会人サッカーリーグ1部だったいわきFCに加入した。
2021年、当時JFLだった奈良クラブに期限付き移籍。
2022年より奈良クラブに完全移籍に移行した。
2023年を以て、奈良クラブとの契約が満了となり退団。
奈良クラブからリリースは無かったが、寺村のインスタグラムの紹介で営業マンに転身したため、サッカー選手を引退した。

## 所属クラブ
- 大阪セントラルFC
- ガンバ大阪ジュニアユース
- 履正社高校
- 2019年 - 2021年  いわきFC
  - 2021年  奈良クラブ（期限付き移籍）
- 2022年 - 2023年  奈良クラブ

## 個人成績
| 国内大会個人成績 | 国内大会個人成績 | 国内大会個人成績 | 国内大会個人成績 | 国内大会個人成績 | 国内大会個人成績 | 国内大会個人成績 | 国内大会個人成績 | 国内大会個人成績 | 国内大会個人成績 | 国内大会個人成績 | 国内大会個人成績 |
| 年度             | クラブ           | 背番号           | リーグ           | リーグ戦         | リーグ戦         | リーグ杯         | リーグ杯         | オープン杯       | オープン杯       | 期間通算         | 期間通算         |
| 年度             | クラブ           | 背番号           | リーグ           | 出場             | 得点             | 出場             | 得点             | 出場             | 得点             | 出場             | 得点             |
| 日本             | 日本             | 日本             | 日本             | リーグ戦         | リーグ戦         | リーグ杯         | リーグ杯         | 天皇杯           | 天皇杯           | 期間通算         | 期間通算         |
| ---------------- | ---------------- | ---------------- | ---------------- | ---------------- | ---------------- | ---------------- | ---------------- | ---------------- | ---------------- | ---------------- | ---------------- |
| 2019             | いわき           | 25               | 東北1部          | 8                | 1                | -                | -                | 0                | 0                | 8                | 1                |
| 2020             | いわき           | 25               | JFL              | 6                | 2                | -                | -                | 1                | 0                | 7                | 2                |
| 2021             | 奈良             | 33               | JFL              | 15               | 0                | -                | -                | -                | -                | 15               | 0                |
| 2022             | 奈良             | 33               | JFL              | 25               | 1                | -                | -                | 0                | 0                | 25               | 1                |
| 2023             | 奈良             | 33               | J3               | 26               | 1                | -                | -                | 0                | 0                | 26               | 1                |
| 通算             | 日本             | 日本             | J3               | 26               | 1                | -                | -                | 0                | 0                | 26               | 1                |
| 通算             | 日本             | 日本             | JFL              | 46               | 3                | -                | -                | 1                | 0                | 47               | 3                |
| 通算             | 日本             | 日本             | 東北1部          | 8                | 1                | -                | -                | 0                | 0                | 8                | 1                |
| 総通算           | 総通算           | 総通算           | 総通算           | 80               | 5                | -                | -                | 1                | 0                | 81               | 5                |

その他公式戦
- 2019年
  - 第55回全国社会人サッカー選手権大会:3試合2得点

出場歴
- Jリーグ初出場 - 2023年3月5日 J3第1節 vs松本山雅FC（ロートフィールド奈良）
- Jリーグ初得点 - 2023年3月19日 J3第3節 vsAC長野パルセイロ（長野Uスタジアム）

## タイトル

### クラブ
いわきFC
- 東北社会人サッカーリーグ1部：1回（2019年）
- 全国地域サッカーチャンピオンズリーグ：1回（2019年）
- 福島県サッカー選手権大会：1回（2019年）

奈良クラブ
- 日本フットボールリーグ：1回（2022年）
- 奈良県サッカー選手権大会：2回（2022年、2023年）